# Arina Gladyschewa
Arina Gladyschewa (kasachisch Арина Гладышева, englisch Arina Gladysheva; * 10. November 2005) ist eine kasachische Leichtathletin, die sich auf den Mittelstreckenlauf spezialisiert hat.

## Sportliche Laufbahn
Erste internationale Erfahrungen sammelte Arina Gladyschewa im Jahr 2022, als sie bei den U18-Asienmeisterschaften in Kuwait in 10:09,76 min die Goldmedaille im 3000-Meter-Lauf gewann. Bei den Crosslauf-Weltmeisterschaften 2024 in Belgrad gelangte sie nach 22:24 min auf den 46. Platz im U20-Rennen und kurz darauf belegte sie bei den U20-Asienmeisterschaften in Dubai in 9:55,74 min den sechsten Platz über 3000 Meter. Zudem gelangte sie über 5000 Meter mit 17:19,75 min auf Rang vier.
2021 wurde Gladyschewa kasachische Hallenmeisterin im 1500-Meter-Lauf.

## Persönliche Bestleistungen
- 1500 Meter: 4:24,78 min, 30. Januar 2021 in Öskemen
- 3000 Meter: 9:17,81 min, 10. Februar 2021 in Öskemen
- 5000 Meter: 17:19,75 min, 27. April 2024 in Dubai